# 楠木神社 (館林市)
楠木神社（くすのきじんじゃ）は、群馬県館林市の神社。

## 歴史
楠木正成の死後まもなくに創建された。祭神の正成は1336年（建武3年）に湊川の戦いにおいて討死したが、正成の遺臣は正成の首級を持って落ち延び、当地において埋葬して祠を建てたのが当社の起源という。近くの宝秀寺が別当寺であった。
1872年（明治5年）、近代社格制度に基づく「村社」に列せられ、1892年（明治25年）に従来の「野木神社」から祭神に合わせて「楠木神社」に改称した。
1913年（大正2年）の神社合祀により、近くの10社（摂末社含む）が合祀された。1919年（大正8年）に「神饌幣帛料供進神社」に指定された。

## 交通アクセス
- 路線バス東部市営住宅入口停留所より徒歩4分。